# Варгович Роберт Стефанович
Роберт Стефанович Варгович — український зоолог і біоспелеолог, фахівець з фауни печер, перш за все з печерних колембол, кандидат біологічних наук (2010), старший науковий співробітник відділу фауни та систематики безхребетних Інституту зоології НАН України. Автор понад 40 наукових праць, більшість з яких опублікована у провідних міжнародних журналах, зокрема у «Zootaxa» та «Proceedings of the Royal Society». Брав участь у написанні довідника «Фауна печер України» (2004) і Червоної книги Карпат (2011). Описав 21 новий для науки вид колембол з Криму, Кавказу, Карпат та інших частин світу.

## Життєпис
Закінчив кафедру зоології Ужгородського університету. Ще під час навчання почав займатися вивченням фауни печер Закарпаття під керівництвом професора Ю. І. Крочка. Працює в Інституті зоології НАН України у Києві. У 2010 році захистив кандидатську дисертацію на тему «Колемболи (Collembola) печер основних карстових регіонів України (систематика, фауна, екологія)» (науковий керівник І. В. Довгаль).

## Деякі найважливіші наукові праці
- Vargovich, R. S. (1999). A new species of Collembola of the genus Arrhopalites (Entognatha, Hexapoda) from a cave in Eastern Carpathians [Архівовано 10 березня 2022 у Wayback Machine.] // Vestnik Zoologii, 33(3), 89-92.
- Фауна печер України / Ред. І. Загороднюк. — Київ, 2004. — 248 с. [у складі колективу авторів]
- Vargovich, R. S. (2005). Arrhopalites kristiani sp. n.(Collembola, Symphypleona, Arrhopalitidae) from a cave in Eastern Carpathians [Архівовано 11 серпня 2019 у Wayback Machine.] // Vestnik Zoologii, 39(5), 67—73.
- Vargovitsh, R. S. (2007). A new genus and species of the family Hypogastruridae (Collembola) from Skelskaya Cave in the Crimea [Архівовано 20 лютого 2016 у Wayback Machine.] // Vestnik Zoologii, 41(1), 29—34.
- Vargovitsh, R. S. (2009). New Cave Arrhopalitidae (Collembola: Symphypleona) from the Crimea (Ukraine) // Zootaxa, 2047, 1-47.
- Vargovitsh, R. S. (2009). Species composition of the family Arrhopalitidae (Collembola, Symphypleona) // Vestnik Zoologii, 43(4), 365—367.
- Vargovitsh, R. S. (2012). New troglomorphic Arrhopalitidae (Collembola: Symphypleona) from the Western Caucasus // Zootaxa, 3174, 1-21.
- Vargovitsh, R. S. (2013). Cavernicolous Arrhopalites abchasicus sp. nov.(Collembola: Symphypleona: Arrhopalitidae) from the West Caucasus with a key to the World species of the genus // Zootaxa, 3666(1), 16-30.
- Vargovitsh, R. S. (2015). Arrhopalites potapovi sp. nov.(Collembola, Symphypleona) from Russia // Zootaxa, 3955(1), 101—112.
- Vargovitsh, R. S., & Buşmachiu, G. (2015). A new species and new records of Arrhopalitidae (Collembola: Symphypleona) from the Republic of Moldova // Zootaxa, 3973(3), 539—552.
- Vargovitsh, R. S. (2017). Two new troglobiont Pygmarrhopalites species of the principalis group (Collembola: Arrhopalitidae) from the West Caucasus // Zootaxa, 4250(1), 23-42.
- Vargovitsh, R. S. (2019). Cave water walker: an extremely troglomorphic Troglaphorura gladiator gen. et sp. nov. (Collembola, Onychiuridae) from Snezhnaya Cave in the Caucasus // Zootaxa, 4619(2), 267—284.
- Mammola, S., Cardoso, P., … Vargovitsh, R. S. …, & Isaia, M. (2019). Local-versus broad-scale environmental drivers of continental β-diversity patterns in subterranean spider communities across Europe // Proceedings of the Royal Society B — Biological Sciences, 286 (1914), 20191579.
- Vargovitsh, R. S., & Kahrarian, M. (2020). A new species of Arrhopalites Börner, 1906 (Collembola, Symphypleona, Arrhopalitidae) from Iran with an updated key to A. diversus group of species // Zootaxa, 4759 (3), 338—350.
- Fiera, C., Arbea, J. I., Vargovitsh, R. S., & Barjadze, S. (2021). A synthesis on troglobitic springtails in Europe [Архівовано 1 січня 2022 у Wayback Machine.] // Journal of Zoological Systematics and Evolutionary Research[en], 1-17.
- Vargovitsh, R. S. (2022). Deep Troglomorphy: New Arrhopalitidae (Collembola: Symphypleona) of Different Life Forms from the Snezhnaya Cave System in the Caucasus // Diversity, 678 (14), 1-28.
- Vargovitsh, R. S. (2025). Arrhopalites colchicus sp. nov. (Collembola: Symphypleona: Arrhopalitidae), the third highly troglomorphic species of the genus from the Caucasus // Zootaxa, 5632 (1), 145—158.
- Godeiro, N.N., Bu, Y., Medeiros, G.D.S., Gao, Y., Vargovitsh, R.S. (2025). The first cavernicolous species of Arrhopalites (Collembola, Symphypleona, Arrhopalitidae) from China and its phylogenetic position. Insects, 16 (3), 314, 1–17.

## Наукометричні показники
Станом на 2025 рік має такі наукометричні показники: індекс Гірша 8 у Scopus (190 цитувань, 20 документів) і 10 у Google Scholar (388 цитувань).

## Описані таксони

### Види
- Arrhopalites abchasicus Vargovitsh, 2013 — печера Псирцха, околиці Нового Афону, західний Кавказ.
- Arrhopalites beijingensis Godeiro & Vargovitsh, 2025 — печера Сяньженьдун, околиці Пекіну, Китай.
- Arrhopalites carpathicus Vargovitsh, 1999 — печера Дружба (Романія), Закарпаття.
- Arrhopalites colchicus Vargovitsh, 2025 — печера Верхньоешерська, Арабіка, західний Кавказ.
- Arrhopalites karabiensis Vargovitsh, 2009 — печери масиву Карабі, Кримські гори.
- Arrhopalites kristiani Vargovitsh, 2005 — печера Довгаруня, Закарпаття.
- Arrhopalites macronyx Vargovitsh, 2012 — печера Анухвинська, околиці Нового Афону, західний Кавказ.
- Arrhopalites peculiaris Vargovitsh, 2009 — печери масиву Ай-Петрі, Кримські гори.
- Arrhopalites persicus Vargovitsh & Kahrarian, 2020 — ліси північного Ірану.
- Arrhopalites potapovi Vargovitsh, 2015 — узбережжя озера Байкал.
- Arrhopalites profundus Vargovitsh, 2022 — печера Снігова, Бзибський хребет, західний Кавказ.
- Arrhopalites prutensis Vargovitsh & Buşmachiu, 2015 — узбережжя річки Прут у Молдові.
- Pygmarrhopalites dbari Vargovitsh, 2017 — печера Псирцха, околиці Нового Афону, західний Кавказ.
- Pygmarrhopalites kaprusi Vargovitsh, 2009 — печери масивів Карабі, Чатирдаг, Субаткан, Кримські гори.
- Pygmarrhopalites kovali Vargovitsh, 2017 — печера Цебельдинська, околиці Ґулріпші, західний Кавказ.
- Pygmarrhopalites pseudoprincipalis Vargovitsh, 2009 — печери масивів Карабі та Субаткан, Кримські гори
- Pygmarrhopalites rystsovi Vargovitsh, 2022 — печера Снігова, Бзибський хребет, західний Кавказ.
- Pygmarrhopalites tauricus Vargovitsh, 2009 — печери масивів Карабі, Чатирдаг, Субаткан, Ай-Петрі, Кримські гори.
- Taurogastrura skelica Vargovitsh, 2007 — печера Скельська, масив Ай-Петрі, Кримські гори.
- Troglaphorura gladiator Vargovitsh, 2019 — печера Снігова, Бзибський хребет, західний Кавказ.
- Troglopalites stygios Vargovitsh, 2012 — печера Нижня Шакуранська, околиці Ґулріпші, західний Кавказ.

### Підвиди
- Pygmarrhopalites principalis skelicus Vargovitsh, 2009 — печери масиву Ай-Петрі, Кримські гори.

### Роди
- Pygmarrhopalites Vargovitsh, 2009
- Taurogastrura Vargovitsh, 2007
- Troglaphorura Vargovitsh, 2019
- Troglopalites Vargovitsh, 2012